# Етеињер
Етеињер (фр. Eteignières) насеље је и општина у североисточној Француској у региону Шампањ-Арден, у департману Ардени која припада префектури Шарлвил Мезјер.
По подацима из 2011. године у општини је живело 510 становника, а густина насељености је износила 43,26 становника/km². Општина се простире на површини од 11,79 km². Налази се на средњој надморској висини од 261 метар.

## Демографија
| 1962. | 1968. | 1975. | 1982. | 1990. | 1999. | 2011. |
| ----- | ----- | ----- | ----- | ----- | ----- | ----- |
| 411   | 454   | 409   | 385   | 355   | 406   | 510   |

График промене броја становника у току последњих година